# Pseudambassis
Pseudambassis är ett släkte av fiskar. Pseudambassis ingår i familjen Ambassidae.
Kladogram enligt Catalogue of Life:
| Pseudambassis | \| \| Pseudambassis baculis \| \| \| \| \| \| Pseudambassis roberti \| \| \| \| |
|               | \| \| Pseudambassis baculis \| \| \| \| \| \| Pseudambassis roberti \| \| \| \| |
|               | Ambassis                                                                        |
|               |                                                                                 |
|               | Chanda                                                                          |
|               |                                                                                 |
|               | Denariusa                                                                       |
|               |                                                                                 |
|               | Gymnochanda                                                                     |
|               |                                                                                 |
|               | Paradoxodacna                                                                   |
|               |                                                                                 |
|               | Parambassis                                                                     |
|               |                                                                                 |
|               | Tetracentrum                                                                    |
|               |                                                                                 |
|               | Pseudambassis baculis                                                           |
|               |                                                                                 |
|               | Pseudambassis roberti                                                           |
|               |                                                                                 |

|  | Pseudambassis baculis |
|  |                       |
|  | Pseudambassis roberti |
|  |                       |